# DVDA (groupe)
Pour les articles homonymes, voir DVDA.

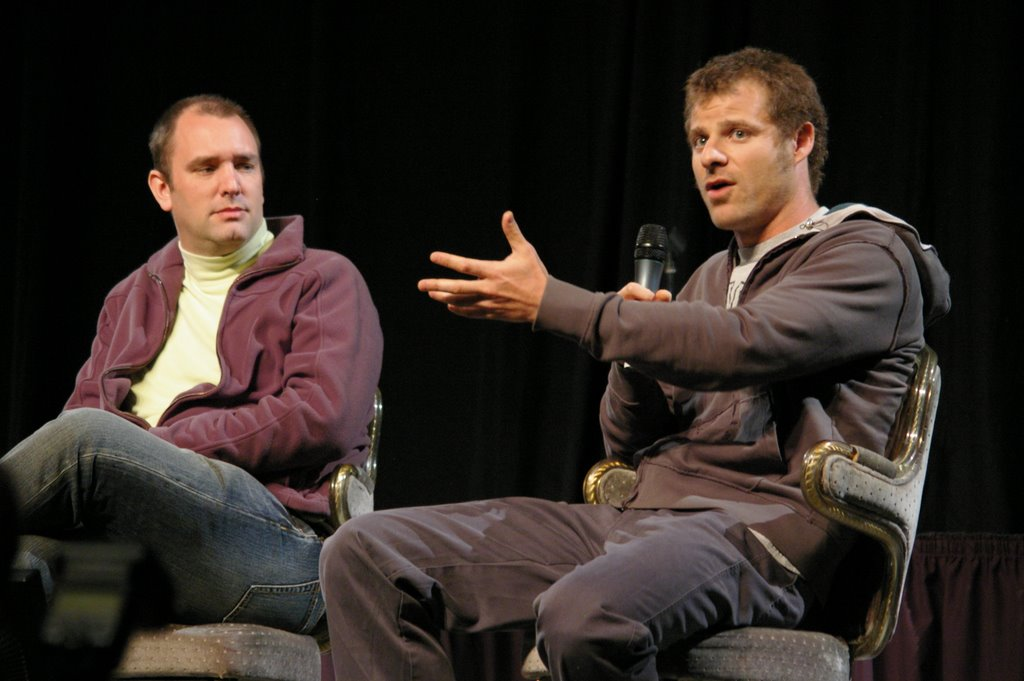
Trey Parker et Matt Stone en 2007.

DVDA est le groupe de rock de Matt Stone et Trey Parker, créateurs de la série télévisée South Park. 
Son nom est le sigle de « Double Vaginal Double Anal » (en qualifiant une pénétration sexuelle multiple), et fait référence à une hypothétique position mettant en relation une femme et quatre hommes, avec deux doubles pénétrations simultanées, l'une vaginale et l'autre anale.
Cette position est décrite pour la première fois dans Capitaine Orgazmo, film des mêmes auteurs.
Dans certains épisodes de South Park, des personnages (notamment des jeunes filles venant vivre dans la garçonnière d'Eric Cartman) portent un T-Shirt portant cette mention. Elles apparaissent notamment dans l'épisode 12 de la saison 2.
Il s'agit d'un vrai groupe dont des chansons sont utilisées dans la bande son de certains épisodes de South Park.